# 杜比實驗室
杜比實驗室（英語：Dolby Laboratories Inc.，：DLB），是一家总部位于美國，致力于聲音降噪及聲音壓縮編碼等技術的公司。其主要發明為電影院所應用的杜比數碼。

## 歷史
杜比实验室是由雷·杜比创建的。
他从高中时代就开始了自己的职业生涯，当时他为加州雷德伍德城的 Ampex 公司做兼职工作。大学时期，他加入了 Ampex 工程师小组，该小组专门致力于发明世界上第一台实用的磁带录像机。该设备于 1956 年推出，他工作的重点是其中的电子部分。
1957年从斯坦福大学毕业后，杜比获得了马歇尔奖学金，得以去英国剑桥大学学习。 在剑桥学习了六年之后，他获得了物理学博士学位，还作为中央科学仪器组织的联合国顾问在印度工作了两年。1965年，他回到英国，并在伦敦创建了自己的公司——杜比实验室。由于始终是一家美国公司，公司于1976年将总部迁到了旧金山。
2012年5月1日，美国CIM地产公司宣布与杜比实验室达成一项20年的冠名合约，奧斯卡頒獎典禮舉辦地點柯達剧院正式更名为“杜比剧院”。

## 技術

### 模擬音訊降噪
- Dolby A/B/C/S-Type NR
- Dolby SR（Spectral Recording，光譜錄製）
- Dolby FM
- Dolby HX Pro

### 聲音壓縮編碼

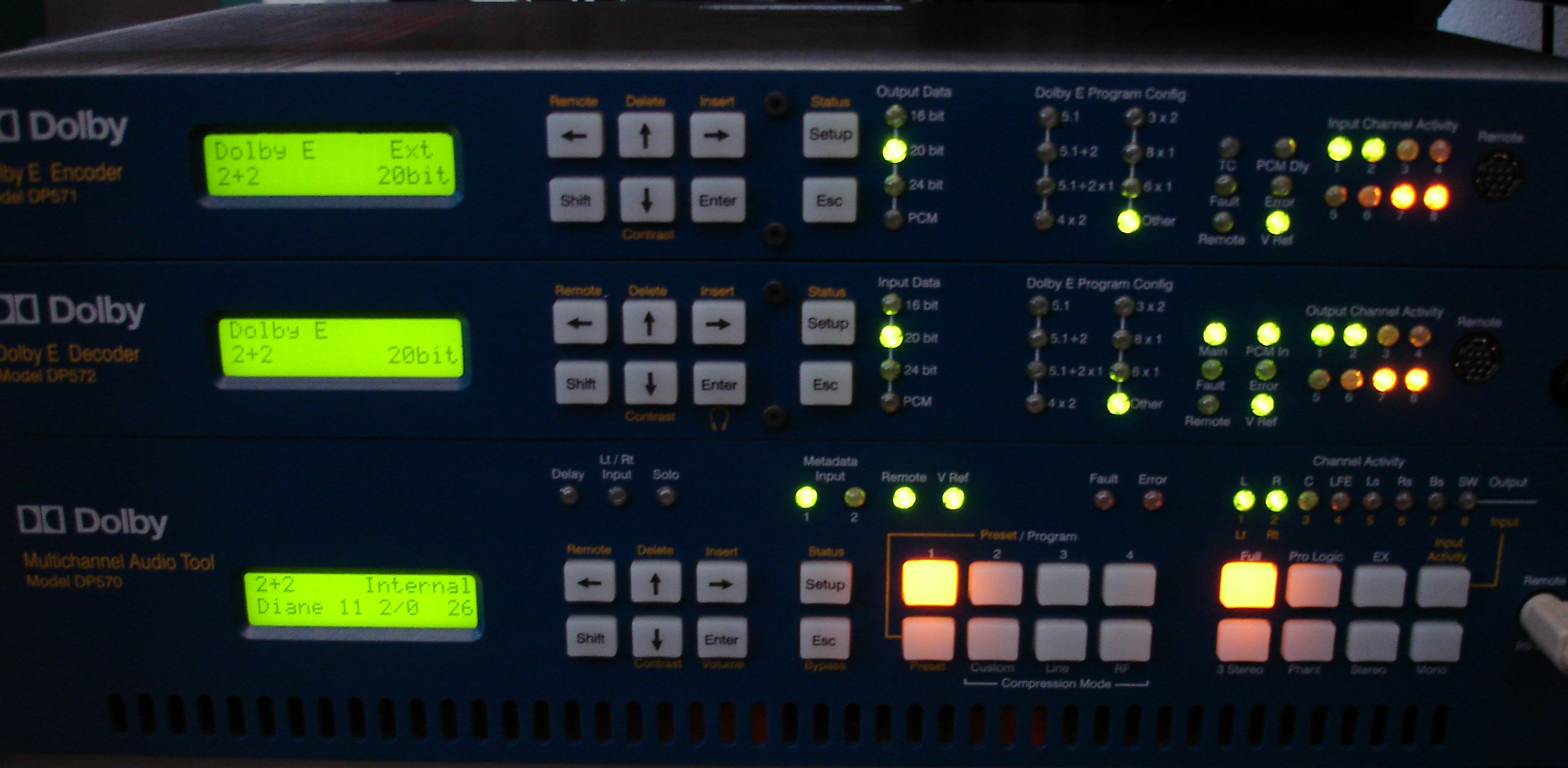
Dolby E selected hardware

- Dolby Digital (杜比數位)[5]
- Dolby E
- Dolby Stereo（杜比立體聲）
- AAC
- aacPlus

### 聲音處理
- Dolby Headphone（杜比耳機）
- Dolby Virtual Speaker（杜比虛擬揚聲器）
- Dolby Pro Logic（杜比專業邏輯）, Dolby Pro Logic II, Dolby Pro Logic IIx
- Audistry
- Dolby Volume
- Dolby Atmos FlexConnect [6]

### 錄像處理
- Dolby Contrast
- Dolby Vision（杜比视界）

### 數位影院
- Dolby Digital Cinema
- Dolby 3-D Digital Cinema
- Dolby ATMOS（杜比全景声）

### 現場音效
- Dolby Lake Processor

## 外部連結
- 杜比實驗室官方網站 （页面存档备份，存于）